# East Siang (huyện)
Huyện East Siang là một huyện thuộc bang Arunachal Pradesh, Ấn Độ. Thủ phủ huyện East Siang đóng ở Pasighat. Huyện East Siang có diện tích 4005 ki lô mét vuông. Đến thời điểm năm 2001, huyện East Siang có dân số 87430 người.